# 始獵龍屬
始獵龍屬（學名：Archaeovenator）是盤龍目蜥代龍科的一屬，是已知最原始的蜥代龍科。
正模標本（KUVP 12483）是一個保存狀態良好、接近完整的頭顱骨與身體骨骼、四肢。化石發現於美國堪薩斯州的格林伍德縣，屬於卡爾豪頁岩組（Calhouns Shale Formation）。在2003年，羅伯特·雷斯茲（Robert R. Reisz）等人將化石進行敘述、命名，模式種是漢彌爾頓始獵龍（A. hamiltonensis）。屬名在拉丁文意為「古代的獵人」，種名是以化石發現處漢彌爾頓採石場為名。
始獵龍是已知最古老的蜥代龍科之一，也是最原始的蜥代龍科。根據系統發生學研究，始獵龍是其他蜥代龍科的姐妹分類單元。